# JR東日本キハE200形気動車
キハE200形気動車（キハE200がたきどうしゃ）は、東日本旅客鉄道（JR東日本）の一般形気動車。

## 概要
2003年（平成15年）に試作されたキヤE991形「NEトレイン」の試験結果を受け、2007年（平成19年）に世界で初めて営業用として投入されたハイブリッド式（シリーズ方式）の鉄道車両である。3両が量産先行車として東急車輛製造で製造され、小海線営業所に配置されて7月31日から小海線で営業運転を開始した。同線での営業運転開始から2009年（平成21年）までの約2年間にわたって、量産車導入に向けたデータ収集を行っていた。
「環境世紀にふさわしい最新技術を用いたハイブリッド気動車の実現」という特徴が評価され、鉄道友の会の2008年度ローレル賞を受賞した。
本形式以降、JR東日本では同様のハイブリッド気動車として2010年にHB-E300系、2015年に仙石東北ライン向けとしてHB-E210系をそれぞれ導入している。

## 構造

### 車体
両運転台車であり、車体は先に登場したキハE130系気動車に近く、全長20mの軽量ステンレス製幅広車体（車体幅2,920mm）を採用し、腰部から下を絞った形状としている。また、側面からの衝撃に対する安全向上策が図られている。床面高さはレール面から1130mmで、キハ110系と比べて45mm低くなっている。キハE130系との相違点は、側扉が片側2か所の片開き（有効幅1,000mm）であること、床下機器が多いため台車間距離を14,300mm（キハE130系は13,800mm）に延長したことである。
塗装は、小海線の持つ高原のイメージより青を基調に黄色帯をまとった配色とし、新システムであることをアピールするため、「HYBRID TRAIN」の文字（TRAIN は HYBRID の D の部分に小さい文字で描かれている）が抜き文字で表示されている。

### 内装

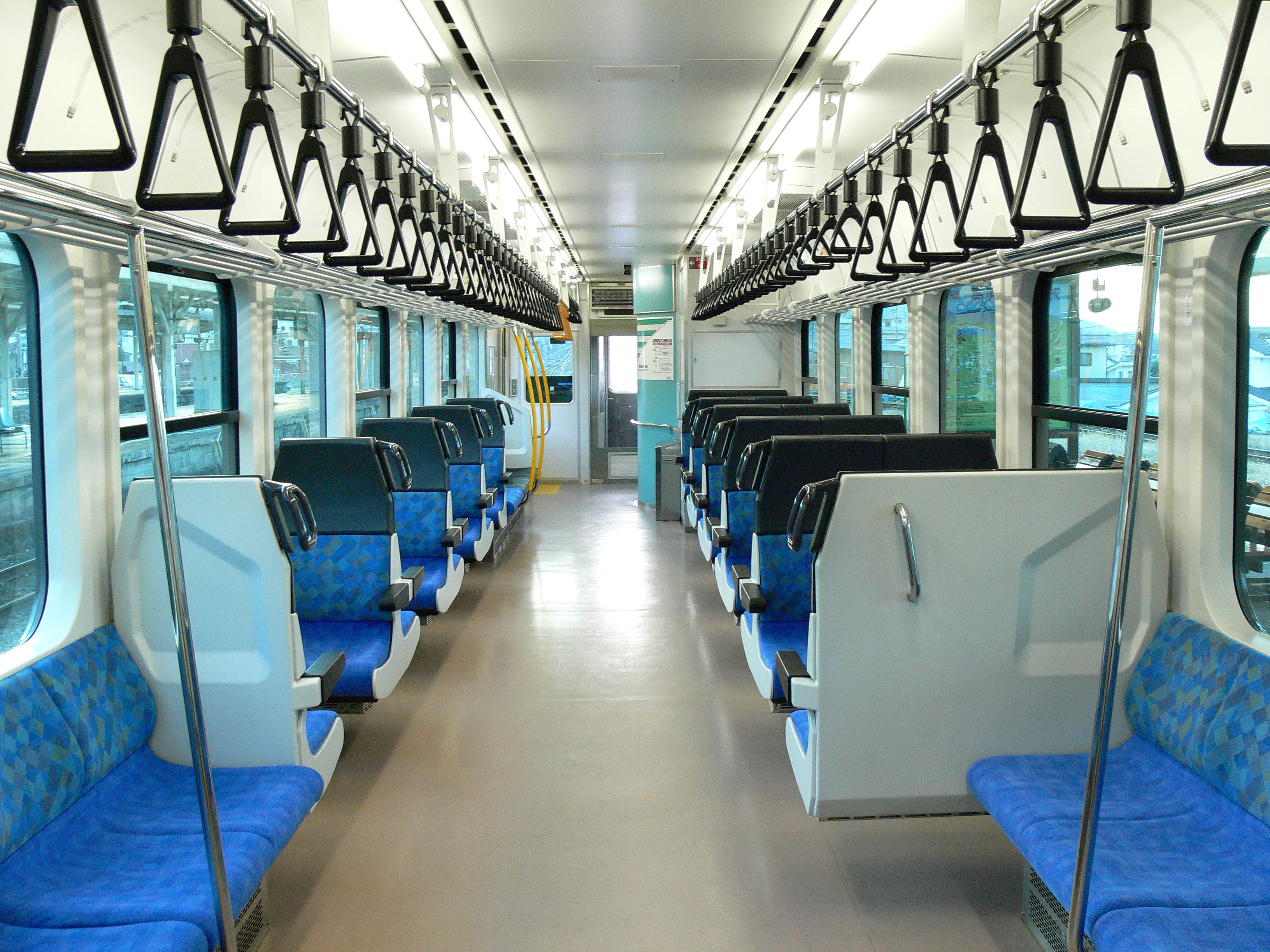
キハE200-3車内

バリアフリー対策で、キハE130系と同様に通路部分の床面高さはキハ110系より45mm下げられている。また、優先席部分でつり革の高さもキハ110系より40mm低くなり、（色はオレンジでつり手もオレンジ色、形状は他の部分も含めてE531系電車と同一）、スタンションポールの設置も行われている（形状はE233系電車と同一）。腰掛けの幅（ロングシート部分）はキハ110系に比べ20mm拡大されている。小淵沢方の出入り口付近には車椅子対応の自動ドア付き大型トイレを設置し、LED式の旅客案内装置やドアチャイム・ドア開閉告知灯を採用した。また、自動放送装置はワンマン運転の他、車掌乗務時にも使用される。
運転台に設置してあるモニタ装置やトイレ付近に設置された液晶ディスプレイではエネルギー転換の状況がリアルタイムに表示される。

### 機器・制御システム

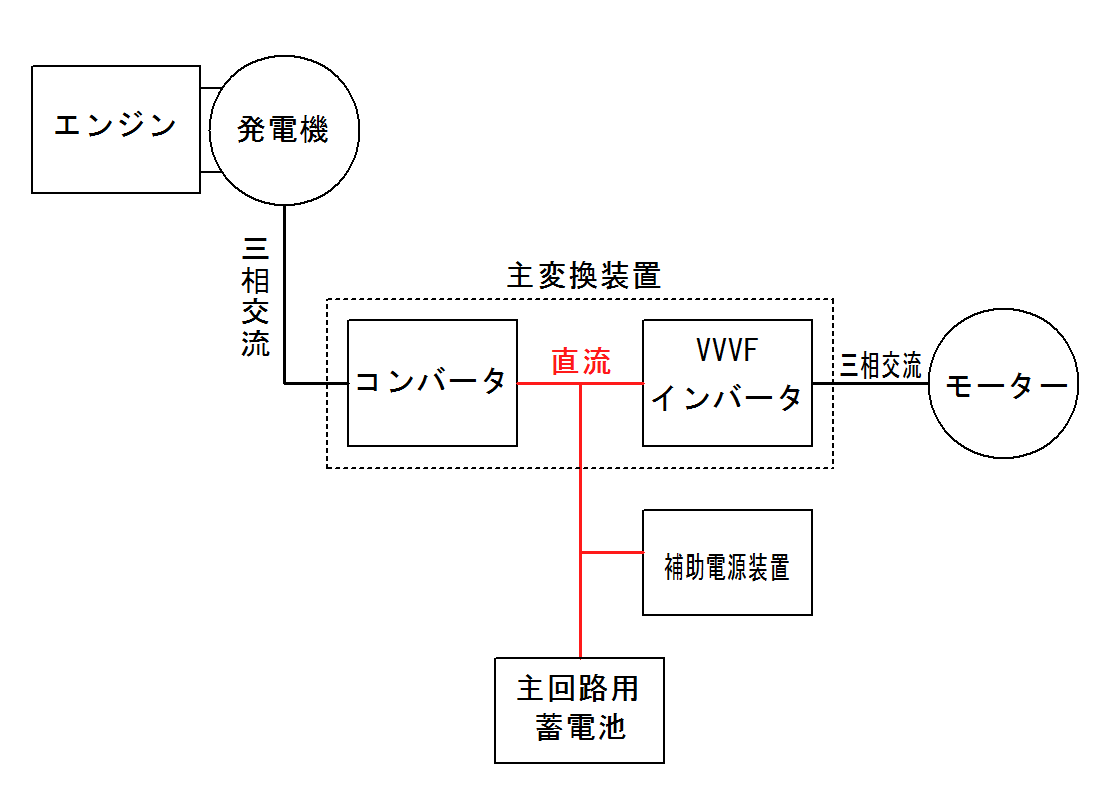
主回路の見取り図

ディーゼルエンジンとリチウムイオン蓄電池（屋根上に設置）を組み合わせ、車輪の駆動にかご形三相誘導電動機を使用する。ハイブリッドシステムは日立製作所が開発したもので、エンジンの動力を直接駆動力には使用せず、発電機を回転させる電力用として使用され、発電機からの電力と搭載された蓄電池の電力と組合わせてモーターを駆動する｢シリーズハイブリッド」方式と呼ばれるシステムであり、電車の技術が最大限に使用できるのが特徴である。システムを構成する機器類は、エンジンとそれに直結した発電機を持つエンジン発電機、主回路用蓄電池、主変換装置、輪軸駆動用のモーターで構成されており、力行時には、主回路用蓄電池からの電力または主回路用蓄電池とエンジン発電機からの両方の電力を使用して、主変換装置に内蔵されたVVVFインバータ装置により、VVVFインバータ制御でモーター（誘導電動機）を駆動させる。
制動時には、回生ブレーキによりモーターから発生した電力を、VVVFインバータ装置を介して主回路用蓄電池に充電する。また、エンジン発電機の起動または停止は、主回路用蓄電池の充電状態により、自動的に行われている。また、｢エネルギー管理制御システム｣を搭載しており、各装置からの情報を集約して、最適な動作の指示を各装置に行うことで、エンジン発電機と最適な蓄電池の充放電の制御を行なっている。
エンジン発電機には、排気ガス対策のため、コモンレール方式の燃料噴射装置を使用した直噴式直列6気筒横形ディーゼルエンジン（コマツ製SA6D140HE-2、JR形式はDMF15HZ 定格出力331kW（450PS）定格回転数2100rpm×1）と発電機（DM113形かご形三相誘導発電機、出力270 kW×1）を組合わせている。主回路用蓄電池には、出力密度が高く、軽量高出力のリチウムイオン電池が使用されており、1両あたりの容量は15.2kWhである。また、蓄電池に不具合が発生した場合を考慮して、2群構成として冗長性を持たせている。主制御装置には、CI 16形主変換装置を搭載しており、補機類とサービス用の電源装置である静止形インバータ（SIV）と一体構成となっている。なお、補助電源装置の容量は50kVA、出力電圧は三相交流440Vである。
主電動機は、E231系に使用されているMT73形をベースとしたMT78形かご形三相誘導電動機（定格出力95kW）を1両につき2個、動力台車に装備している。台車は、E531系で使用されている台車を基本に、キハE200系小諸方に動力台車のDT75形・小淵沢方に付随台車のTR260形を使用している。
車両の床下には、主変換装置、エンジン発電機、エンジンラジエーター、制御用蓄電池箱、ブレーキ制御装置を満載しており、そのため、車両の屋上には、集中式冷房装置を挟んで、前位に主回路用蓄電池を2個、後位に元空気だめの一部が搭載されている。また、各車には、補助電源で作動するMH3125-C600N形電動空気圧縮機（CP）を搭載している。
加速度はキハ110系相当の2.3km/h/sを有している。 なお、同じハイブリッドシステムを持つHB-E300系とは併結運転が出来る機能を有しており、実際に長野地区向けのHB-E300系との試運転時に併結試験を行っている。
ハイブリッドシステムとコモンレール式のエンジンの採用により、蓄電池を効率よく組み合わせて環境負荷の低減を図り、従来のキハ110系気動車に比べて排気中の窒素酸化物 (NOx) や粒子状物質 (PM) の60%低減を達成した。また併せて燃料消費量は起伏の激しい小海線で約10%低減を達成した。アイドリングストップにより、駅停車時の騒音は約30デシベルまで低減されている。
車両が停車→発車→加速→惰行→制動→停車するまでの車両の状態は以下の通りになる。
停車中・惰行中
- エンジン発電機はアイドリングストップを行い、車両の補機類とサービス用の電源は主回路用蓄電池からの電力が補助電源装置に送られて、そこからの電力が送られる[12]。

発車時
- 最初は主回路用蓄電池からの電力のみでモーターを駆動させ、約25km/h程度からエンジン発電機を起動させて、主回路用蓄電池とエンジンからの電力を併用しながらモーターを駆動させる[12]。

加速時
- 主回路用蓄電池とエンジンからの電力を併用しながらモーターを駆動させる。惰行中からの場合は、エンジン発電機を起動させる。また、走行負荷の状態に応じて主回路用蓄電池の充放電を行う[12]。

制動時
- エンジン発電機を停止させ、回生ブレーキによりモーターから発生した電力を主回路用蓄電池に充電する[12]。

## 車歴表
- 製造所…東急車輛：東急車輛製造
- 落成配置…小海線営業所（現小海線統括センター）

## 運用
2007年7月31日から小海線で営業運転を開始した。出発式のあった日は3両編成で運行されたが、通常は2両編成で運行され、1両は予備車となっている。通常期は小諸駅 - 中込駅･小海駅間を中心に数往復、小諸駅 - 小淵沢駅間を1往復する運用だが、小淵沢駅 - 野辺山駅間に臨時列車が増発される場合は、臨時列車中心に運用されている。
長野総合車両センターの検査担当車両であるため検査等の際は中央本線・篠ノ井線を経由して同センターまで自走で回送される。
営業開始からしばらくは先頭車の前面に愛称の「こうみ」のサインを装着し、使用列車は「JTB時刻表」及び「JR時刻表」に「ハイブリッド車両で運転」と明記されていた。しかし2020年現在サインは撤去されており、「JR時刻表」では運用が記載されなくなった。

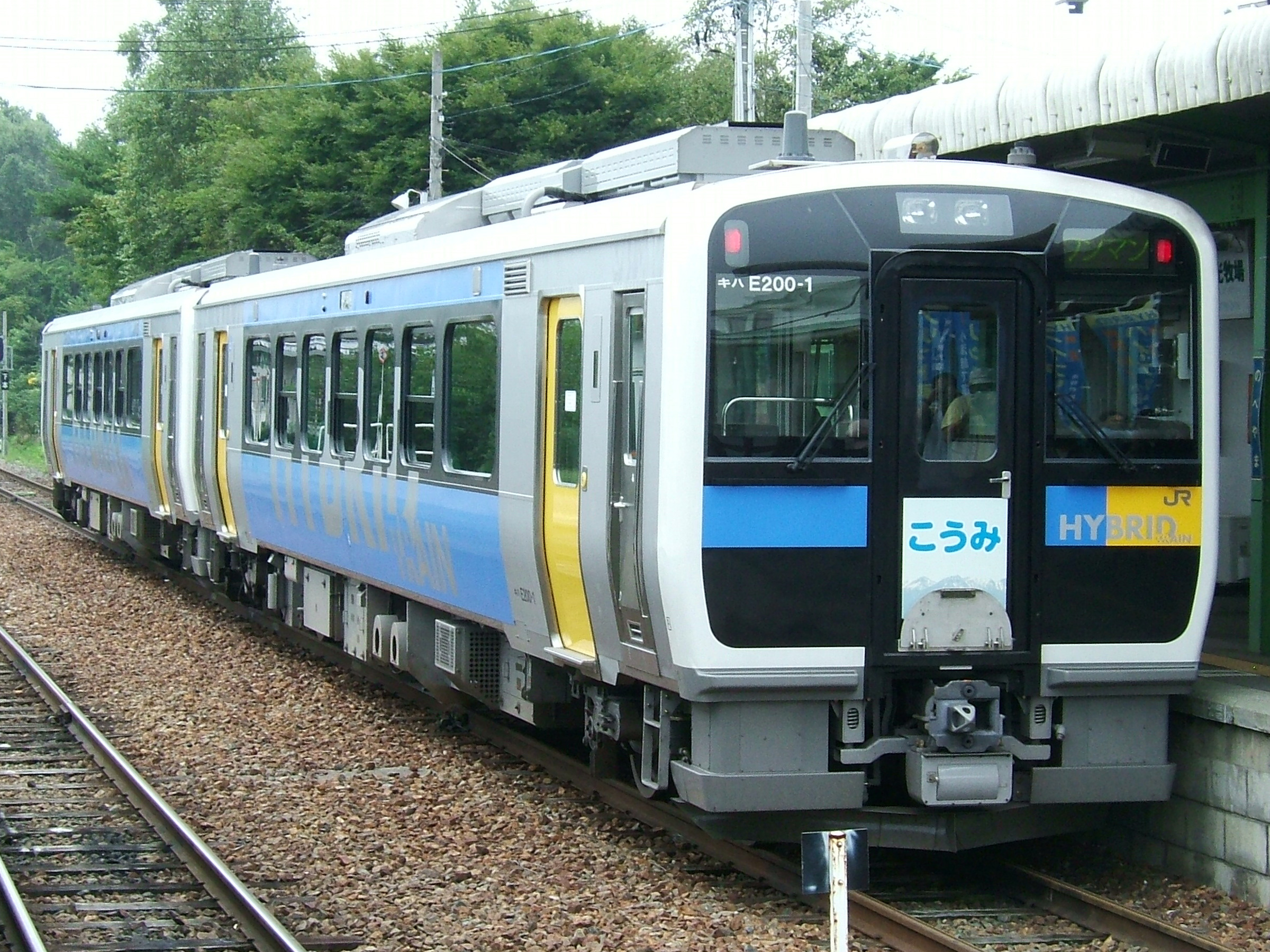
「こうみ」のサインを装着していたキハE200系（2007年9月2日）
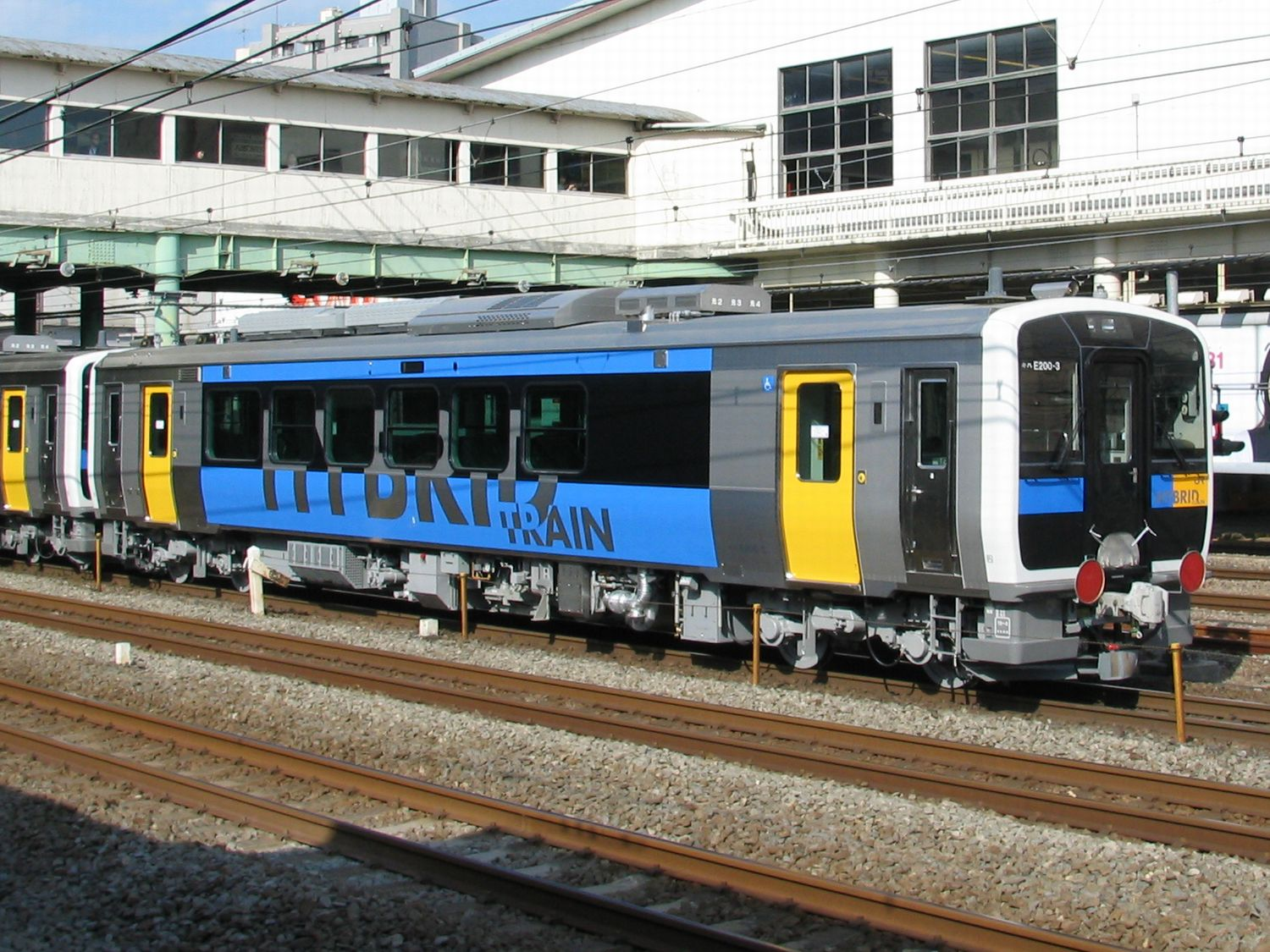
新製配給されるキハE200系（2007年4月5日 鶴見駅）

## その他
- 本形式より後に登場したハイブリッド気動車については、形式名に「HB-」を冠するようになっている。

- 本形式の登場を記念して、小淵沢駅で「高原野菜と牛焼むすび弁当」という駅弁が販売されている。

- 本形式をモデルとしたご当地キャラ（非公認）に「ハイぶりっ子ちゃん」がある。小海線開通80周年を控えた2014年、佐久市の有志により考案されたもの。車両を模した頭部にウサギの耳を生やし、ぶりっ子的なポーズをとる。衣装は本形式にならい青色と黄色の素材を用いる。3両編成（3人組）で登場することもある[14][新聞 1][新聞 2]。